# José van Gorp
J.M.P.J. (José) van Gorp-van der Ven (1942) is een Nederlandse politica. Eind jaren 90 zegde zij haar lidmaatschap van het CDA op.
Van Gorp was raadslid en later wethouder en locoburgemeester van de gemeente Veghel tot 1992. Van 1992 tot 1994 was zij burgemeester van de voormalige gemeente Heesch. Toen deze in 1994 opging in de gemeente Bernheze, werd zij daarvan de burgemeester. Deze functie bleef Van Gorp bekleden tot in 2003.
Tussen 2003 en 2007 was ze voorzitter van de Unie KBO en voorzitter van een reconstructiecommissie.
Per 1 november 2009 is zij waarnemend burgemeester van de gemeente Sint Anthonis. Het jaar erop werd ze opgevolgd door Marleen Sijbers.